# William de Clinton

Armas de Clinton: Plata, seis cruces cruzadas fitchée sable tres dos y una sobre un jefe azur dos salmonetes o gules perforados

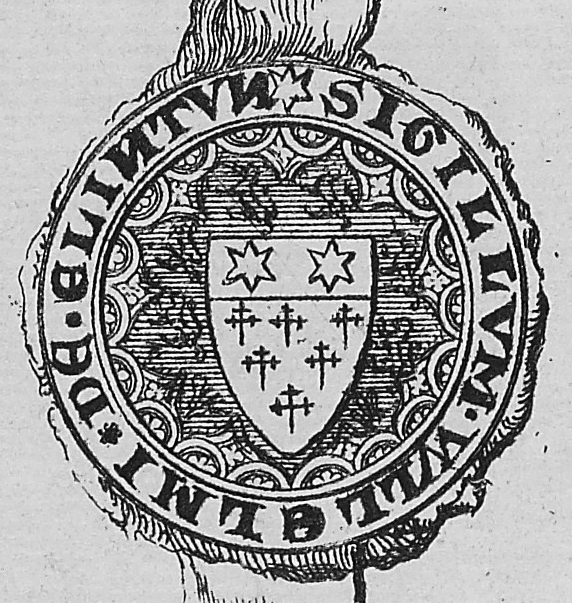
SIGILLUM W(I)LLELMI DE CLINTUN ("sello de William de Clinton"). Dibujo del sello adjunto al laudo de registro constitutivo de fecha 19 de julio de 1347 de un tribunal de honor, del que Clinton era miembro del jurado, convocado antes del Asedio de Calais en el asunto Warbelton contra Gorges. MS Ashmole 1137, f.144, Biblioteca Bodleian, Oxford

William de Clinton, primer conde de Huntingdon (c.1304 - 31 de octubre de 1354) y Lord Gran Almirante, hijo menor de John de Clinton, primer barón Clinton (muerto en 1312/13) del castillo de Maxstoke, Warwickshire, e Ida de Odingsells, nieta de Ela de Salisbury. 
El apellido Clinton tiene su origen en el señorío de Clinton en Oxfordshire, que recibieron tras la Conquista. Geoffrey de Clinton fue Lord Chamberlain y Tesorero de Enrique I, mientras que Roger de Clinton fue Obispo de Coventry entre 1127 – 1148. 
En su infancia, William de Clinton acompañó a Eduardo III de Inglaterra y uno de los que entraron en el castillo de Nottingham y capturó a Roger Mortimer. El arresto y posterior ejecución de Mortimer permitió a Eduardo III acceder al trono. William se casó con Juliana de Leybourne, viuda de John Hastings, segundo barón Hastings . 
Del 6 de septiembre de 1330 al 14 de enero de 1337 se sentó en el Parlamento y en 1333 fue nombrado Lord Almirante de los Mares. El 16 de marzo de 1337, Eduardo III creó a William de Clinton conde de Huntingdon. William murió en 1354, dejando una hija única, Isabel, cuya legitimidad es dudosa. 